# Vilhena
Vilhena är en stad och kommun i västra Brasilien och är en av de största städerna i delstaten Rondônia. Befolkningen uppgår till lite mer än 70 000 invånare.

## Demografi
| Område     | Areal (km²)   | Invånarantal 1 augusti 2000 | Invånarantal 1 augusti 2010 | Invånarantal 1 juli 2014 |
| ---------- | ------------- | --------------------------- | --------------------------- | ------------------------ |
| Kommun     | 11 518,94     | 53 598                      | 76 202                      | 89 797                   |
| Centralort | Ingen uppgift | 50 601                      | 72 218                      | Ingen uppgift            |